# Olympjohannesört
Olympjohannesört (Hypericum olympicum) är en art i familjen johannesörtsväxter som förekommer på södra Balkan och i Turkiet. Arten odlas som trädgårdsväxt i Sverige.

## Synonymer
Hypericum olympicum f. macrocalyx (Velen.) N.Robson
Hypericum macrocalyx Freyn